# Polygonum cognatum
Polygonum cognatum còn gọi nghể thân thiết, cỏ ấn độ, madimak là một loài thực vật có hoa trong họ Rau răm. Loài này được Meisn. miêu tả khoa học đầu tiên năm 1826.